# La Dernière Patrouille (film, 1934)
Pour les articles homonymes, voir La Dernière Patrouille.
Pour plus de détails, voir Fiche technique et Distribution.
La Dernière Patrouille, également connu sous le titre Les Aventuriers de l'Afrique orientale allemande (titre original : Die Reiter von Deutsch-Ostafrika), est un film allemand réalisé par Herbert Selpin et sorti en 1934.

## Résumé
Au début de la Première Guerre mondiale, le fermier colon Hellhoff rejoint la troupe de protection en Afrique orientale allemande. Au même moment, sa jeune épouse Gerda s'occupe de la plantation avec l'adolescente bénévole Klix. En 1916, la plantation est occupée par une unité britannique dont le commandant Major Cresswell, basé sur sa vieille amitié avec les Hellhoffs, essaie de couvrir la femme qu'il sait garder le contact avec son mari, qui se cache dans la brousse avec ses camarades. Accomplissant son devoir d'officier britannique, il fait occuper les points d'eau environnants afin de contraindre les soldats allemands à renoncer à leur lutte. Lorsque Mme Hellhoff veut leur apporter de l'eau avec Klix, elle est arrêtée et le garçon est abattu. Cependant, il parvient toujours à amener les soldats aux cantines avant de mourir. Hellhoff et ses hommes libèrent Gerda, qui doit être emmené pour être jugé par une cour martiale britannique. Elle parvient à s'échapper avec l'eau et les chevaux. Avant que la troupe ne rejoigne l'unité du commandant Paul von Lettow-Vorbeck, elle retourne sur la tombe de Klix. Hellhoff promet au garçon mort qu'il reviendra tôt ou tard, dans un clin d'œil à la récupération de la colonie perdue pendant la Première Guerre mondiale.

## Fiche technique
- Titre français : La Dernière Patrouille ou Les Aventuriers de l'Afrique orientale allemande ou Cavalerie africaine[2]
- Titre original : Die Reiter von Deutsch-Ostafrika
- Réalisation : Herbert Selpin
- Scénario : Marie Luise Droop, Wilhelm Stöppler
- Société de production : Terra Filmkunst
- Pays de production :  Reich allemand
- Langue originale : allemand
- Format : Noir et blanc - 1,37:1
- Durée : 89 minutes
- Date de sortie : 
  - Allemagne : 19 octobre 1934
  - France : 5 novembre 1937

## Distribution
- Sepp Rist : Peter Hellhoff
- Ilse Stobrawa : Gerda Hellhoff
- Ludwig Gerner : l'assistant de Hellhoff Lossow
- Rudolf Klicks : Volontaire Wilm Klix
- Peter Voss : Robert Creswell
- Georg H. Schnell : Colonel Black
- Arthur Reinhardt : Charles Rallis
- Emine Zehra Zinser : Servante Milini
- Louis Brody : surveillant de Hellhoff Hamissi
- Bayume Mohamed Husen : élève du signal Mustapha
- Gregor Kotto : Selemani
- Vivigenz Eickstedt : officier britannique

## Article annexe
- Liste de longs métrages allemands créés sous le Troisième Reich